# 腓特烈五世 (黑森-洪堡)
腓特烈五世（德語：Friedrich V. Ludwig Wilhelm Christian，1748年1月30日—1820年1月20日），黑森-洪堡伯爵，1751年至1820年在位。

## 生平
在腓特烈年僅三歲時，他的父親腓特烈四世去世，由他的母親擔任攝政。
1766年腓特烈親政，並與黑森-達姆施塔特簽訂和約。黑森-達姆施塔特從1747年起即占領了黑森-洪堡；依據和約，黑森-達姆施塔特放棄對黑森-洪堡的領土主張。
拿破崙戰爭期間，黑森-洪堡被法軍所占領。由於腓特烈拒絕加入萊茵邦聯，他的領地一度被併入新成立的黑森大公國。戰爭結束後，黑森-洪堡重新獲得獨立，並得到萊茵河西岸的邁森海姆。1817年，黑森-洪堡加入德意志邦聯。

## 家庭
1768年，腓特烈與黑森-達姆施塔特的卡羅琳結婚，兩人共有6子5女：
- 腓特烈六世（1769年—1829年），黑森-洪堡伯爵
- 路德維希·威廉（1770年—1839年），黑森-洪堡伯爵
- 卡羅琳（1771年—1854年），施瓦茨堡-魯多爾施塔特親王妃
- 路易絲·烏爾里克（1772年—1854年）
- 阿瑪莉埃（1774年—1846年），安哈特-德紹公爵世子夫人
- 奧古斯塔（英语：Landgravine Auguste of Hesse-Homburg）（1776年—1871年），梅克倫堡-施威林大公世子夫人
- 菲利普（1779年—1846年），黑森-洪堡伯爵
- 古斯塔夫（1781年—1848年），黑森-洪堡伯爵
- 斐迪南（1783年—1866年），黑森-洪堡伯爵
- 瑪麗亞·安娜（英语：Princess Maria Anna of Hesse-Homburg）（1785年—1846年），巴伐利亞國王路德維希二世的外祖母
- 利奧波德（英语：Leopold of Hesse-Homburg）（1787年—1813年），於呂岑會戰中陣亡